# شهرستان دالاس (آرکانزاس)
شهرستان دالاس، آرکانزاس (به انگلیسی: Dallas County, Arkansas) شهرستانی در ایالات متحده آمریکا است که در آرکانزاس واقع شده‌است.

## خصوصیات
شهرستان دالاس ۱٬۷۳۰٫۱۲ کیلومترمربع مساحت دارد.